# エルンスト1世・ツー・ホーエンローエ＝ランゲンブルク

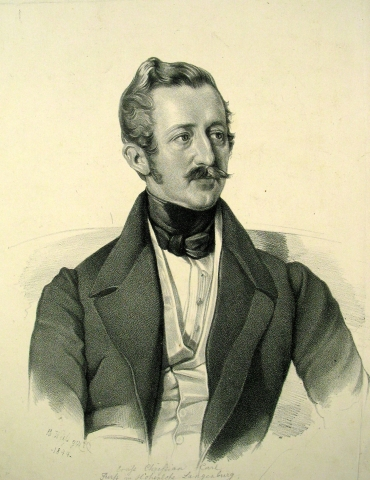
ホーエンローエ＝ランゲンブルク侯エルンスト1世

エルンスト1世（Ernst I., Fürst zu Hohenlohe-Langenburg, 1794年5月7日 ランゲンブルク - 1860年4月12日 バーデン＝バーデン）は、ドイツのシュタンデスヘル。ホーエンローエ＝ランゲンブルク侯。
ホーエンローエ＝ランゲンブルク侯カール・ルートヴィヒとその妻のゾルムス＝バールト伯爵夫人アマーリエ・ヘンリエッテの間の長男。テュービンゲン大学およびハイデルベルク大学で3年間学んだ後、ヴュルテンベルク王国軍に入隊した。
1819年よりヴュルテンベルク王国議会（Württembergische Landstände）の議員となり、1835年にヴュルテンベルク貴族院議長に就任した。この地位のおかげで、エルンスト1世はヴュルテンベルクの国政に影響力を持つことが出来た。しかしシュタンデスヘルでありながら政治に積極的に関わっていたエルンストは、たび重なる病気のために体を悪くし、1858年には貴族院議長を辞任することを余儀なくされた。エルンストは1860年、バーデン＝バーデン滞在中に亡くなり、ランゲンブルクに葬られた。

## 子女
1828年2月18日にケンジントン宮殿において、ライニンゲン侯エミッヒ・カールとザクセン＝コーブルク＝ザールフェルト公女ヴィクトリアの娘フェオドラと結婚した。フェオドラはヴィクトリア女王の異父姉である。夫妻は6人の子女をもうけた。
- カール・ルートヴィヒ・ヴィルヘルム・レオポルト（1829年 - 1907年）　ホーエンローエ＝ランゲンブルク侯
- エリーゼ・アーデルハイト・ヴィクトリエ（1830年 - 1850年）
- ヘルマン・エルンスト・フランツ・ベルンハルト（1832年 - 1913年）　ホーエンローエ＝ランゲンブルク侯
- ヴィクトル・フェルディナント・フランツ（1833年 - 1891年）
- アーデルハイト・ヴィクトリア・アマーリエ・ルイーゼ・マリア・コンスタンツェ（1835年 - 1900年）　1856年、シュレースヴィヒ＝ホルシュタイン公フリードリヒ8世と結婚
- フェオドラ・ヴィクトリア・アーデルハイト（1839年 - 1872年）　1858年、ザクセン＝マイニンゲン公ゲオルク2世と結婚